# Pepe Ruiz Vélez
Pepe Ruiz Vélez (23 de abril de 1921-18 de septiembre de 1991) fue un locutor de radio y televisión, comediante, y actor de teatro, cine y televisión mexicano. Su nombre verdadero fue José Teódulo Ruiz Vélez.

## Biografía
Nació en Nochistlán de Mejía, Zacatecas. Muy joven emigró a la Ciudad de México. Fue presentador en radio de los sorteos de la Lotería Nacional para la Asistencia Pública de México. Gracias a su facilidad para imitar voces, incursionó breve y esporádicamente en doblajes de cintas extranjeras en los decenios de 1950 y 1960, por ejemplo como «El Rey de Corazones» del filme Alicia en el país de las maravillas, de 1951, al doblar la voz del actor estadounidense Francis "Dink" Trout.
Fue comediante, y actor de teatro, cine y televisión. En su faceta de cómico, se desarrolló preponderantemente como humorista blanco.
Participó en programas de radio de la XEW-AM tales como El cochinito y El risámetro, al lado del locutor Héctor Martínez Serrano.
Nunca olvidó su tierra natal, y para Navidad visitaba Nochistlán, con cobijas, y regalos para niños integrantes de familias de escasos recursos.

### Deceso
Murió en la Ciudad de México, el 18 de septiembre de 1991, a la edad de 70 años.

## Filmografía
- San Francisco de Asís (1944), como amigo de Francisco de Asís[6]
- Señora tentación (1948), presentador en el cabaret (no acreditado)[7]
- El pecado de Laura (1949), locutor (no acreditado)[8]
- Necesito dinero (1951), como locutor[9]
- Alicia en el país de las maravillas (1951), dobló la voz del actor estadounidense Francis "Dink" Trout como «El Rey de Corazones»
- El bello durmiente (1951), como locutor (no acreditado)[10]
- Rumba caliente (1952), como anunciador[11]
- Las tres alegres comadres (1952), galán[12]
- La isla de las mujeres (1953), como anunciador[13]
- Miradas que matan (1954), como locutor de televisión[14]
- El túnel 6 (1955), como comentarista[15]
- Los platillos voladores (1956), como locutor de televisión[16]
- El gato sin botas (1957), locutor (no acreditado)[17]
- 101 dálmatas (1961) película de animación en la que dobló la voz del actor David Frankham como el Sargento Tibbs
- Frente al destino (1964)[18]
- Cucurrucucú paloma (1965) locutor (no acreditado)[19]